# Ресничный узел

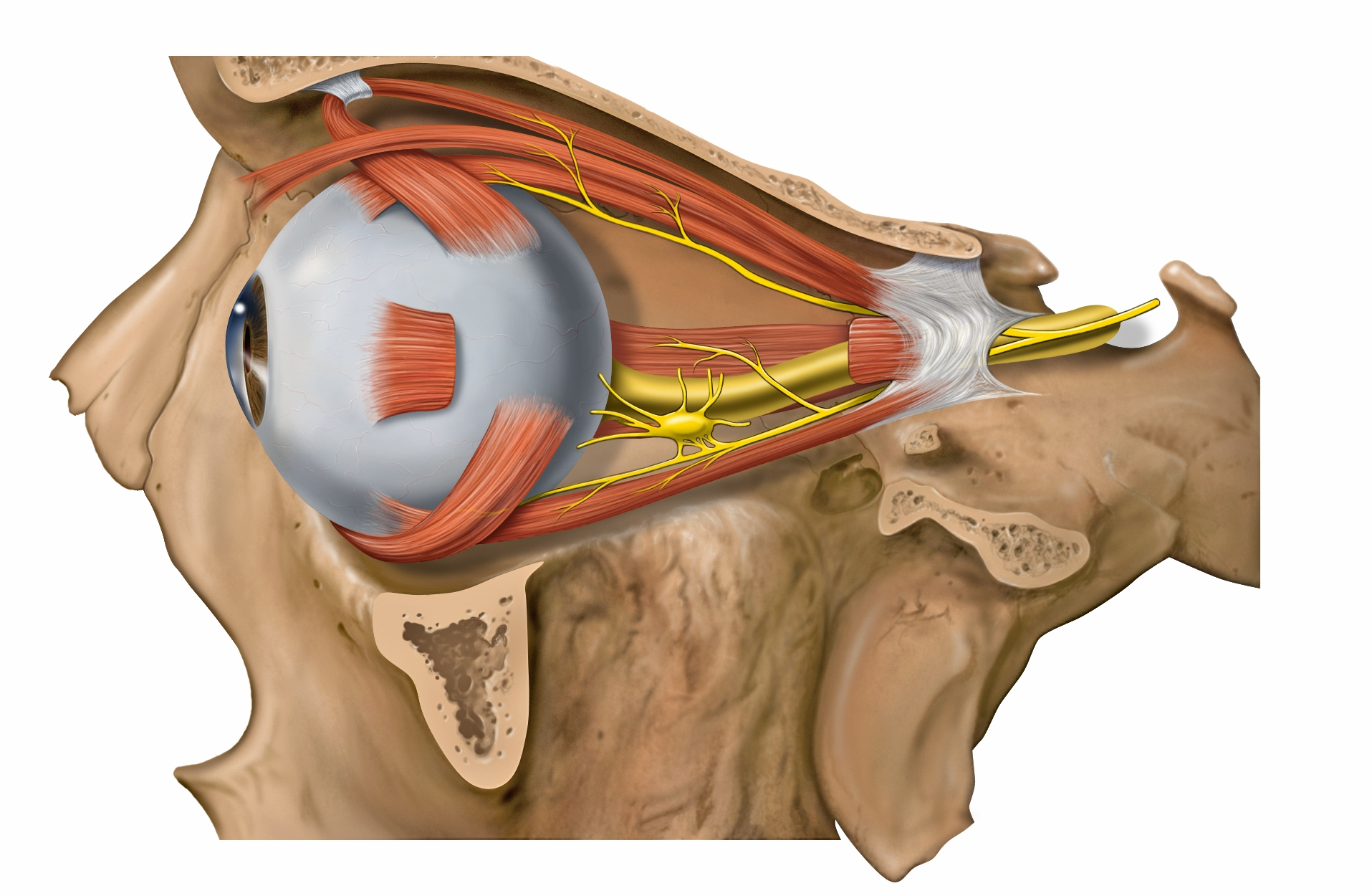
Содержимое глазницы. На боковой поверхности зрительного нерва виден ресничный узел

Ресни́чный у́зел (также цилиа́рный га́нглий, лат. ganglion ciliare) — анатомическое образование, расположенное в толще жировой клетчатки глазницы. Представляет собой элемент периферической нервной системы.

## Анатомо-физиологическое описание
Ресничный узел плоский по форме, приблизительно 2 мм в диаметре, лежит в толще жировой клетчатки глазницы у латеральной полуокружности зрительного нерва возле верхней глазничной щели (лат. fissura orbitalis superior). Морфологически представляет собой скопление тел нейронов (приблизительно 2500 нейронов), относящихся к парасимпатической нервной системе, а также из нервных волокон, проходящих транзитом через узел. Посредством нервных волокон ресничный узел связан с соседними нервными образованиями.

### Корешки ресничного узла
- Глазодвигательный корешок (лат. radix oculomotoria) — несет в себе парасимпатические волокна от нижней ветви глазодвигательного нерва (III пара черепных нервов). Парасимпатические волокна после проникновения в узел образуют синаптические контакты с расположенными здесь нейронами;
- Симпатический корешок (лат. radix symphatica) — ветвь пещеристого сплетения; несколькими тонкими нервами через верхнюю глазничную щель проникает в полость глазницы, его волокна присоединяются к коротким ресничным нервам;
- Носоресничный корешок (лат. radix nasociliare) — представлен чувствительными волокнами, идущими от носоресничного нерва, эти волокна транзитом проходят через узел и выходят из него в составе коротких ресничных нервов[2].

### Ветви, отходящие от ресничного узла
От передней полуокружности ресничного узла отходят короткие ресничные нервы (лат. nn. ciliares breves) всего до 15-20 тонких стволов, несут они в своем составе чувствительные, симпатические и парасимпатические волокна. Короткие ресничные нервы приближаясь к задней поверхности глазного яблока соединяются с длинными ресничными нервами (ветви носоресничного нерва), а затем прободают склеру.

### Область иннервации
Длинные и короткие ресничные нервы иннервируют оболочки глазного яблока, роговицу и мышцы зрачка. Парасимпатические волокна иннервируют ресничную мышцу и сфинктер зрачка, а симпатические волокна иннервируют дилататор зрачка.
Таким образом сокращения мышц зрачка являются непроизвольными, контролируются с помощью вегетативной нервной системы. При возбуждении парасимпатического отдела последней — происходит миоз (сужение зрачка), а при возбуждении симпатического отдела — мидриаз (расширение зрачка).